# Кондрат (тысяцкий)
Кондра́т (Кондратий) — новгородский тысяцкий в 1264—1268 гг.

## Тысяцство

### Начало правления
В летописи не отражено начало тысяцства Кондрата, только участие в Раковорской битве и в списке тысяцких, где он помещён между Жирославом и Ратибором Клуксовичем. Зато он известен по нескольким грамотам. После принятия в 27 января 1264 г. в управление Новгородской землёй Тверским князем Ярославом Ярославичем, был подписан с ним ряд договоров. Первый договор под 1264 г., кроме князя, подписали посадник Михаил Фёдорович и тысяцкий Кондрат от лица всего Новгорода, также и в 1266 г. был заключён следующий договор (В. Л. Янин считает, что и второй договор также был подписан в 1264 г.). В этих договорах урезалась власть Новгородского князя, предоставляя большую власть посаднику. Теперь без посадника князь ничего не решал — не мог он сменять должностных лиц, не мог самостоятельно давать грамоты и заниматься судейством, не мог заключать торговые договора с иностранцами и разное другое.

### Сотский
В Уставе Ярослава о мостех фигурирует Кондрат как сотский, так же и Ратибор. Янин предполагает, что этот устав мог быть написан в то время, когда ещё были живы Кондрат и Ратибор, то есть примерно в 1265—1267 гг. И то, что в это время Кондрат был сотским, не противоречит тому, что он мог быть одновременно с этой должностью и тысяцким.

### Раковорская битва
Тысяцкий Кондрат принимал участие в Раковорской битве 18 февраля 1268 г. Однако по результатам битвы Кондрат исчез беследно. Летописцу не было известно погиб ли Кондрат или нет, как и по некоторым остальным участникам битвы. В том же году посадничество после гибели Михаила Фёдоровича было дано Павше Онаньиничу, а вот тысяцство сперва никому не дали, так как надеялись на появление Кондрата.